# Dieudonné Uringi
Dieudonné Uringi Uuci (ur. 28 października 1957 w Bunii) – kongijski duchowny katolicki, biskup Bunii od 2005.

## Życiorys

### Prezbiterat
Święcenia kapłańskie przyjął 25 września 1984 i został inkardynowany do diecezji Bunia. Pełnił funkcje m.in. ekonoma diecezjalnego, kierownika duchowego kleru diecezjalnego oraz wikariusza generalnego diecezji.

### Episkopat
19 marca 2005 papież Jan Paweł II mianował go biskupem ordynariuszem diecezji Bunia. Sakry biskupiej udzielił mu 24 czerwca 2005 metropolita Kinszasy - arcybiskup Laurent Monsengwo Pasinya.